# Condado de Harrison (Mississippi)
O Condado de Harrison (em inglês:  Harrison County) é um dos 82 condados do estado norte-americano do Mississippi. Tem duas sedes de condado: Biloxi e Gulfport, e a sua maior cidade é Gulfport. Foi fundado em 1841 e recebeu o seu nome em homenagem a William Henry Harrison (1773-1841), o 9.º presidente dos Estados Unidos.
O condado possui uma área de 2 528 km², dos quais 1 487 km² estão cobertos por terra e 1 042 km² por água, uma população de 187 105 habitantes, e uma densidade populacional de 125,9 hab/km² (segundo o censo nacional de 2010). É o segundo condado mais populoso do Mississippi.
O condado foi severamente atingido pelo furacão Katrina em agosto de 2005.